# Jordan Leczkow
Jordan Jankow Leczkow (ur. 9 lipca 1967 w Strałdży) – bułgarski piłkarz, grający na pozycji ofensywnego pomocnika, a obecnie działacz piłkarski i polityk. W latach 2003–2010 był burmistrzem Sliwenu.

## Kariera piłkarska
Jest wychowankiem FK Sliwen, w którego seniorskim zespole występował przez cztery sezony. Był liderem drużyny, która w 1990 roku osiągnęła największy sukces w historii tego klubu - po zwycięstwie 2:0 nad mistrzem kraju CSKA Sofia wywalczyła Puchar Bułgarii (Leczkow strzelił drugiego gola). Zdobyciem tego samego trofeum zakończyła się krótka przygoda piłkarza w CSKA, gdzie grał w sezonie 1991–1992.
W 1992 roku wyjechał za granicę, do Hamburger SV. Przez trzy sezony był podstawowym zawodnikiem (92 mecze w Bundeslidze), ale w tym czasie klub wyłącznie bronił się przed spadkiem. Kiedy przed rozgrywkami 1995–1996 władzie postanowiły wzmocnić zespół (który ostatecznie zajął piąte miejsce na koniec sezonu), Bułgar trafił na ławkę rezerwowych.
Odszedł do Olympique Marsylia. Po 1997 roku jego pozycja zaczęła słabnąć. Za zerwanie kontraktu z Beşiktaşem JK FIFA nałożyła na niego dyskwalifikację, która uniemożliwiła mu udział w Mundialu 1998. Karierę kończył w barwach drugoligowego wówczas FK Sliwen, gdzie grał aż do 2000 roku, czyli momentu, w którym klub ogłosił bankructwo. Na jeden sezon trafił jeszcze do CSKA Sofia.
W reprezentacji Bułgarii zadebiutował w 1989 roku. Należy do najlepszego pokolenia bułgarskich piłkarzy, obok Christo Stoiczkowa, Krasimira Bałykowa i Emiła Kostadinowa jest jego najbardziej rozpoznawalnym przedstawicielem. Drużyna prowadzona przez Dimityra Penewa w pierwszej połowie lat 90. - po raz pierwszy w historii - dotarła do półfinału mistrzostw świata (Mundial 1994) oraz zaliczyła debiutancki start w mistrzostwach Europy (Euro 1996).
Leczkow w czasie swojej reprezentacyjnej przygody strzelił zaledwie pięć goli, ale jednym z najważniejszych był ten zdobyty głową 10 lipca 1994 roku w spotkaniu ćwierćfinałowym Mundialu 1994 z Niemcami; jego bramka zapewniła zwycięstwo 2:1 i niespodziewany awans do półfinału. Występował w kadrze także na Euro 1996 (wszystkie trzy mecze). Kiedy decyzją FIFA został wykluczony z udziału w Mundialu 1998, ogłosił zakończenie reprezentacyjnej kariery.

## Sukcesy piłkarskie
- Puchar Bułgarii 1990 z FK Sliwen
- Puchar Bułgarii 1992 z CSKA Sofia

## Kariera działacza i polityka
Od 2000 roku jest prezesem swojego dawnego klubu OFK Sliwen 2000, a od 2005 – pierwszym wiceprezesem Bułgarskiego Związku Piłki Nożnej, zastępcą kolegi z reprezentacji Borisława Michajłowa.
Dwa lata wcześniej z ramienia partii prawicowych został wybrany na burmistrza rodzinnego miasta Sliwen, gdzie posiada także hotel i kilka dyskotek. W kwietniu 2010 roku odwołano go z tego stanowiska, po tym miejscowa prokuratura wszczeła przeciwko niemu postępowanie o nadużywanie władzy. W tym okresie nie wiodło mu się także sportowo: na koniec sezonu 2010–2011 jego klub zajął ostatnie miejsce w ekstraklasie i spadł do I ligi.

## Ciekawostki
- Po strzeleniu gola eliminującego reprezentację Niemiec w ćwierćfinale Mundialu 1994 został honorowym członkiem Polskiej Partii Łysych[2].